# محمدعلی رستم
محمدعلی رستم (انگلیسی: Mohamed Ali Rostam) بازیکن فوتبال اهل مصر است.
وی عضو تیم ملی فوتبال مصر در بازی‌های المپیک تابستانی ۱۹۲۸ بوده‌است.